# Horizons palois
Les Horizons palois sont un ensemble de 17 sites classés et inscrits composant le panorama visible depuis Pau, dans les Pyrénées-Atlantiques, en France. Cette protection a permis de maintenir la vision qu'offre la ville belvédère de Pau sur la chaîne des Pyrénées, les coteaux de Jurançon et la plaine du gave de Pau.

## Histoire
L'inscription et le classement des sites est effectuée le 18 avril 1944 par arrêté ministériel, afin de protéger le panorama visible depuis Pau, tout particulièrement depuis son boulevard des Pyrénées. Cette protection vise à protéger un paysage à la fois naturel (saligues, forêts) et artificiel (villas de villégiature, exploitations agricoles, viticulture etc.), permettant de préserver la réciprocité de la vue depuis Pau et les coteaux, principe fondateur des Horizons palois. Six communes sont concernées par cette protection : Billère, Bizanos, Gelos, Jurançon, Mazères-Lezons et Uzos.
À l'origine, la ville de Pau tournait le dos aux Pyrénées. Hormis le château de Pau, des murets cachaient la vision sur les montagnes alors considérées comme un monde obscur car méconnu[réf. nécessaire]. À partir du XVIIIe siècle, le pyrénéisme naissant fait changer les mentalités en accordant aux Pyrénées un aspect noble et mystérieux. Le développement du tourisme climatique permet également cette prise de conscience. La venue de nombreux touristes anglais, américains, russes ou encore espagnols au XIXe siècle favorise cette tendance. Le boulevard des Pyrénées est ainsi construit durant cette période, donnant à Pau sa qualité de ville belvédère.
La protection des Horizons palois en 1944 est provoquée par la visite de prestigieux visiteurs s'alarmant de la sauvegarde de cette vue qualifiée de « plus belle vue de Terre » par Alphonse de Lamartine. Les passages de Stendhal ou encore Maurice Barrès éveillent également les consciences.
Victor Hugo, dans En voyage, Alpes et Pyrénées (1890), décrit ainsi son passage à Pau en 1843 : « Quatre heures du matin. Impéricle. - Brumes. - Grandes plaines. - Le soleil dans les yeux. - Une trainée de vapeurs marque à droite le gave de Pau. - Vers midi on ne distinguait les Pyrénées qu'à quelques stries blanches à l'horizon, comme si la robe bleue du ciel éraillée par places laissait voir sa trame d'argent. »

## Liste des sites
L'inscription ou le classement d'un site permet de protéger et de contrôler toute modification pouvant altérer sa nature. Le tableau suivant récapitule les 17 sites composant les Horizons palois,.
| Commune(s)              | Site                             | Type    | Superficie (ha) | Coordonnées                        | Photo |
| ----------------------- | -------------------------------- | ------- | --------------- | ---------------------------------- | ----- |
| Billère                 | Terrains du Golf                 | Inscrit | 40,1            | 43° 17′ 42″ nord, 0° 23′ 42″ ouest | ""    |
| Bizanos                 | Parc du château de Franqueville  | Classé  | 22,13           | 43° 17′ 10″ nord, 0° 20′ 31″ ouest | ""    |
| Gelos                   | Parc du domaine Le Vignal        | Classé  | 2,06            | 43° 16′ 34″ nord, 0° 21′ 58″ ouest | ""    |
| Gelos                   | Parc de la villa Nirvana         | Classé  | 9,88            | 43° 16′ 41″ nord, 0° 22′ 19″ ouest | ""    |
| Gelos                   | Parc du domaine de Tisnère       | Classé  | 9,01            | 43° 16′ 26″ nord, 0° 22′ 44″ ouest | ""    |
| Gelos                   | Parc du domaine du Montfleury    | Classé  | 4,11            | 43° 16′ 05″ nord, 0° 22′ 41″ ouest | ""    |
| Gelos                   | Parc de la villa Estefani        | Classé  | 3,18            | 43° 16′ 41″ nord, 0° 22′ 08″ ouest | ""    |
| Gelos                   | Parc du domaine Le Tinot         | Inscrit | 4,13            | 43° 16′ 19″ nord, 0° 22′ 48″ ouest | ""    |
| Gelos                   | Parc de la villa Montrose        | Inscrit | 2,76            | 43° 16′ 41″ nord, 0° 22′ 26″ ouest | ""    |
| Gelos et Jurançon       | Parc du domaine de Guindalos     | Classé  | 22,04           | 43° 16′ 37″ nord, 0° 22′ 59″ ouest | ""    |
| Gelos et Mazères-Lezons | Saligues bordant le Gave de Pau  | Inscrit | 71,34           | 43° 17′ 10″ nord, 0° 21′ 43″ ouest | ""    |
| Jurançon                | Parc du domaine du clos Henri-IV | Classé  | 1,82            | 43° 16′ 48″ nord, 0° 24′ 36″ ouest | ""    |
| Jurançon                | Parc du château Ollé-Laprune     | Classé  | 12,75           | 43° 16′ 48″ nord, 0° 23′ 35″ ouest | ""    |
| Jurançon                | Parc du château de Perpignaa     | Inscrit | 6,92            | 43° 16′ 26″ nord, 0° 24′ 07″ ouest | ""    |
| Jurançon                | Parc du domaine de Mont Riand    | Inscrit | 1,44            | 43° 17′ 02″ nord, 0° 24′ 47″ ouest | ""    |
| Jurançon                | Parc de la villa Castel Forges   | Inscrit | 0,32            | 43° 16′ 30″ nord, 0° 23′ 49″ ouest | ""    |
| Uzos                    | Parc du château de Chazal        | Inscrit | 12,58           | 43° 15′ 58″ nord, 0° 20′ 56″ ouest | ""    |

## Galerie

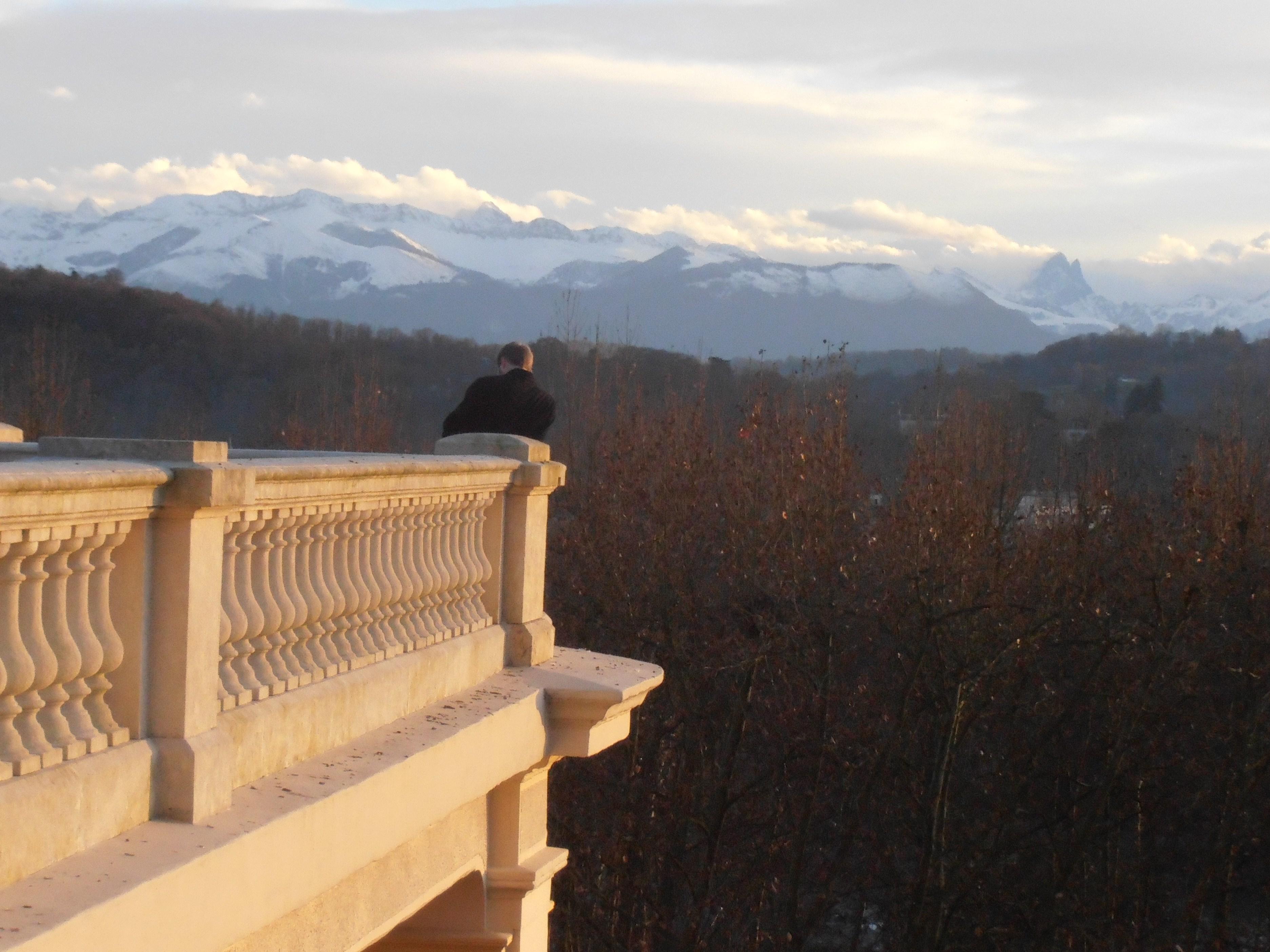
La terrasse du Pavillon des Arts et le Pic du Midi d'Ossau
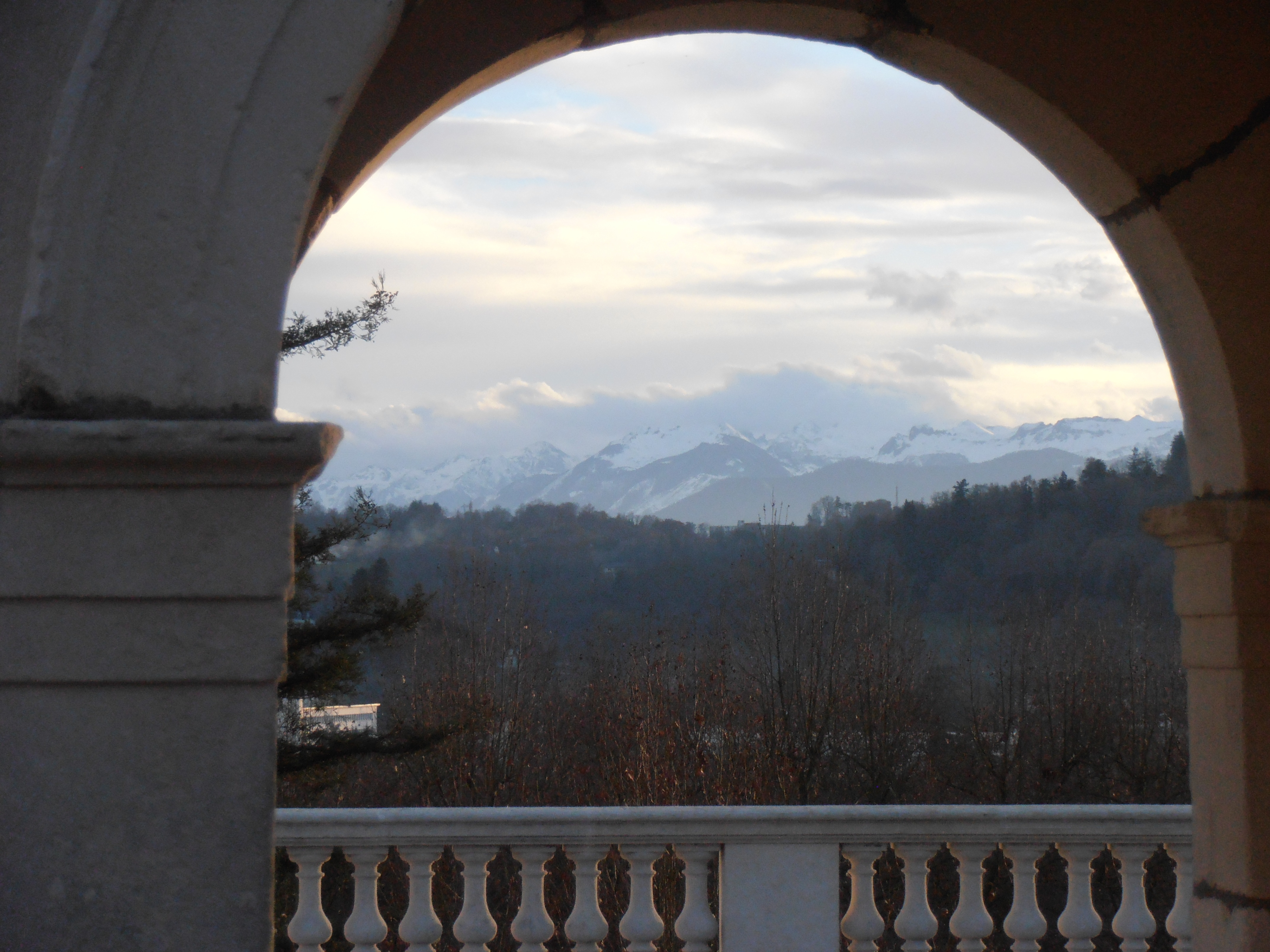
Vue sous la fontaine de Vigny
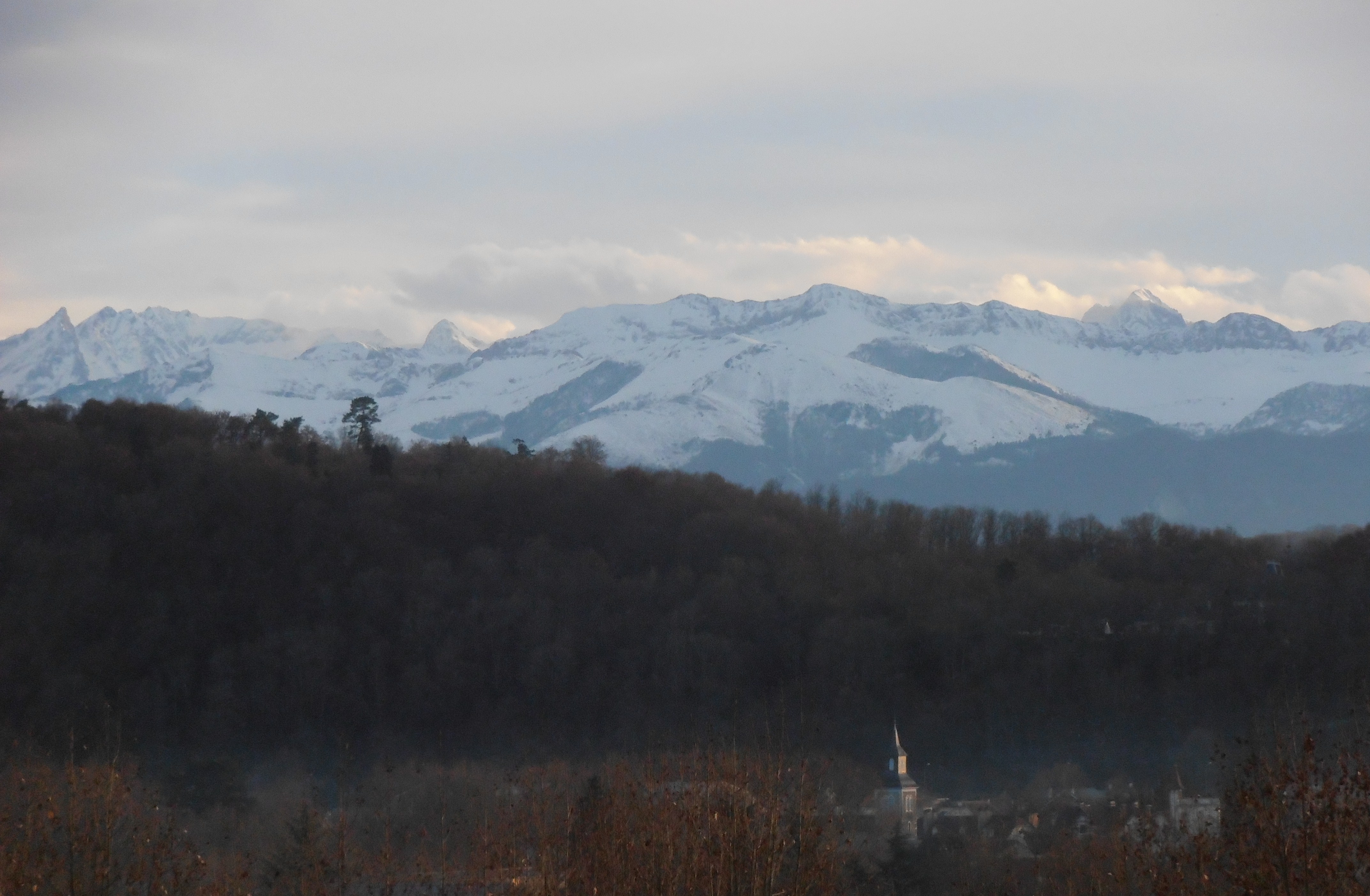
Les Pyrénées en hiver
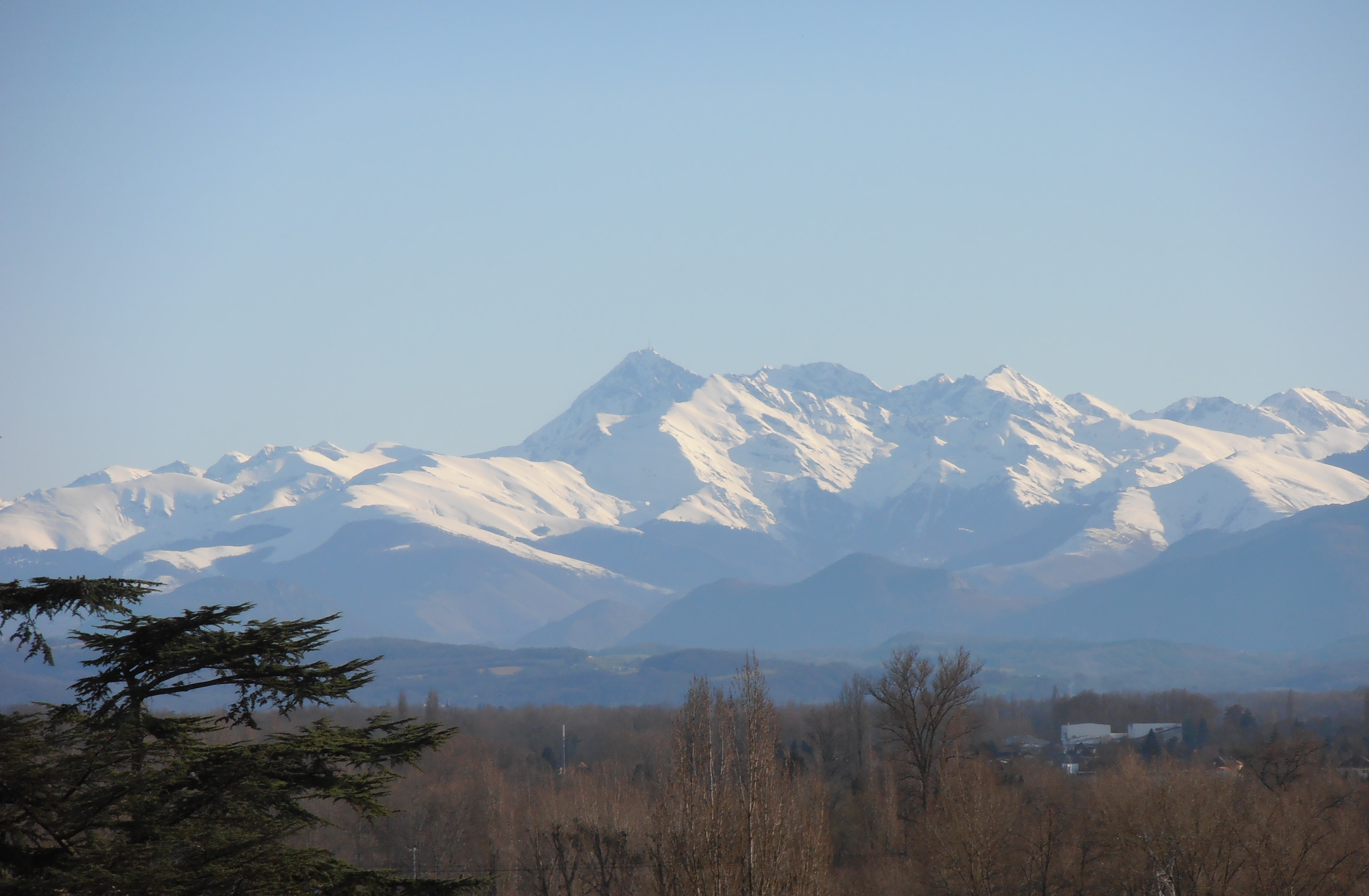
Vue sur le Pic du Midi de Bigorre
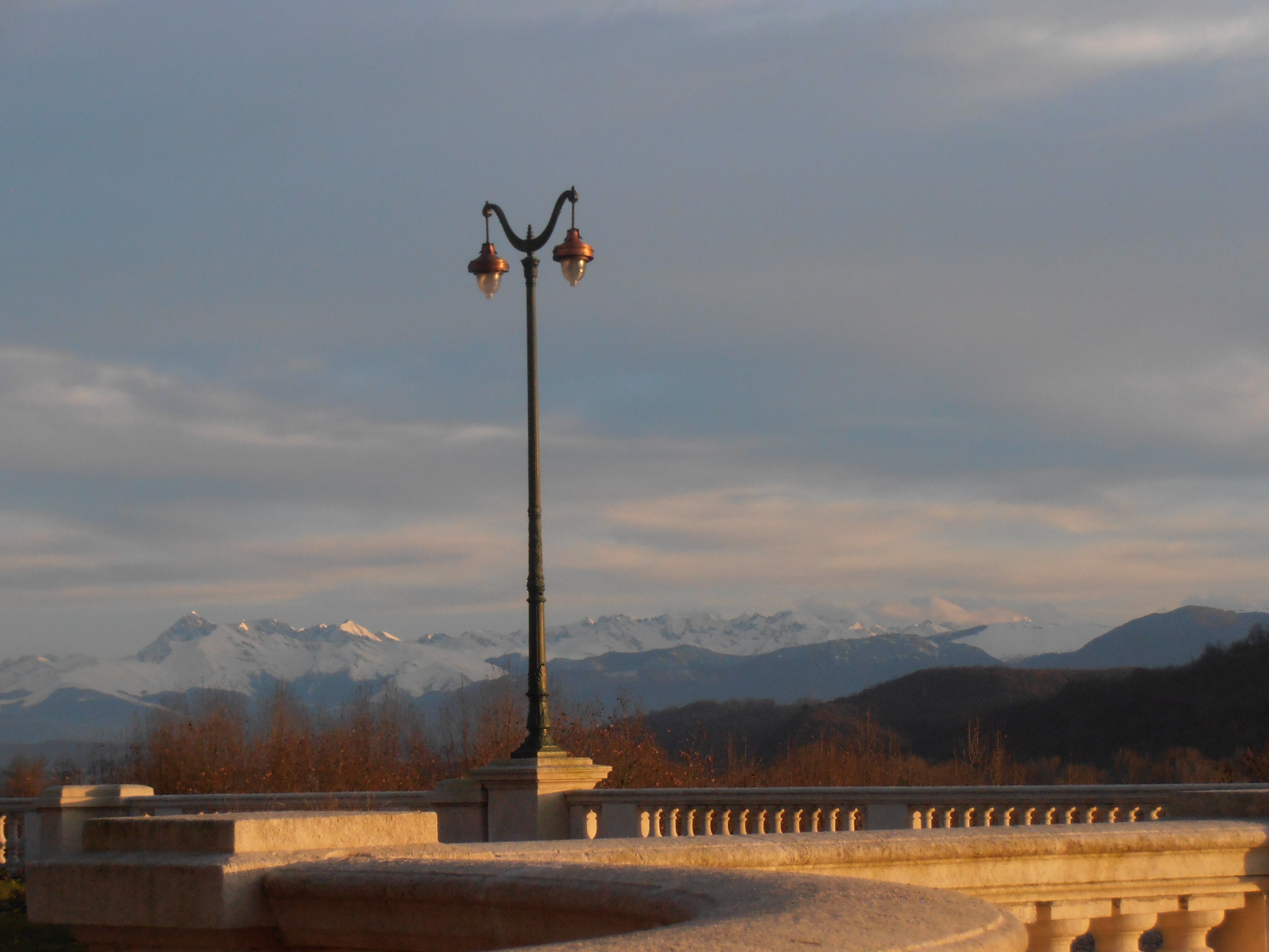
La terrasse du Pavillon des Arts et le Pic du Midi de Bigorre
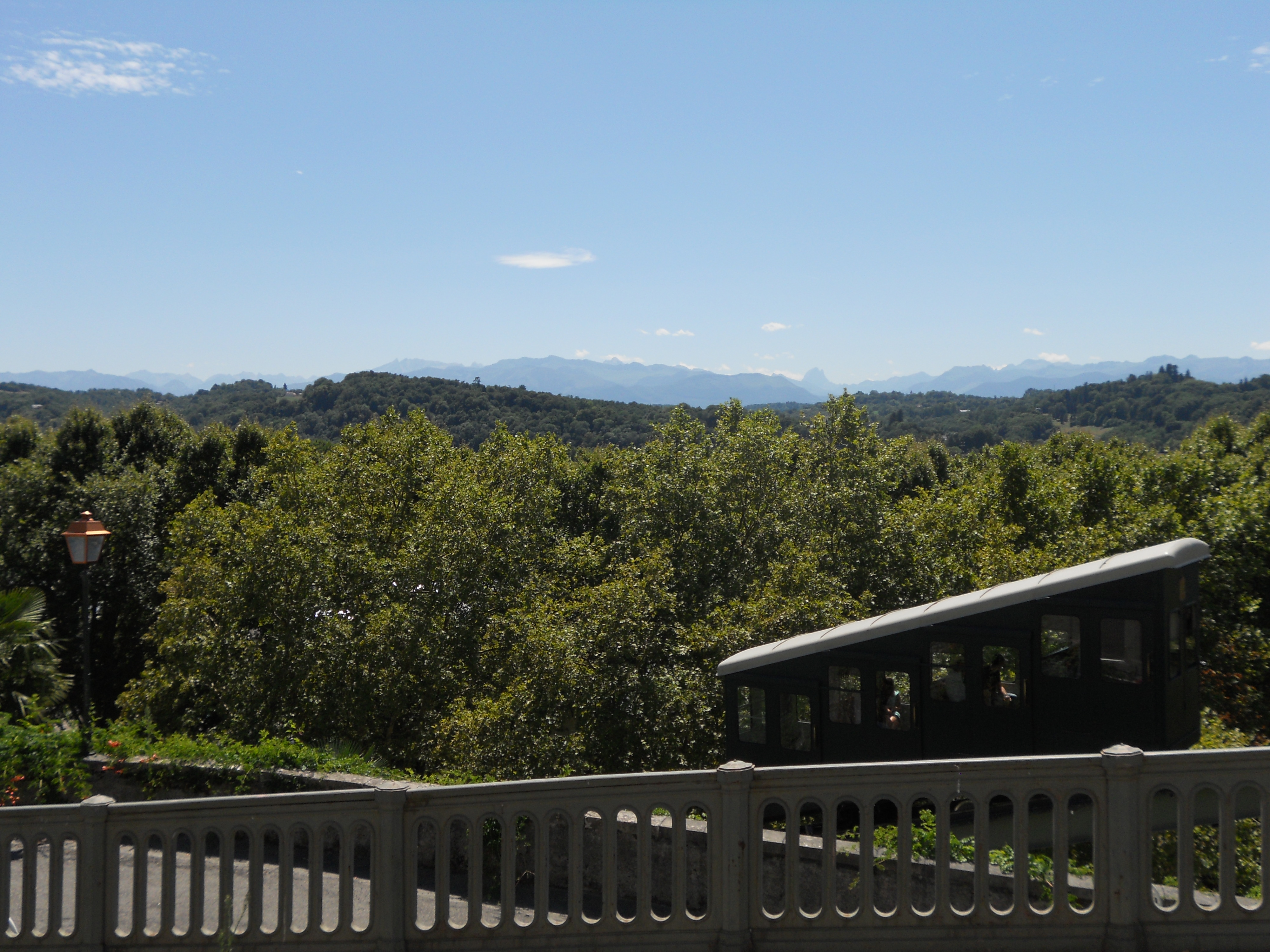
Le funiculaire de Pau
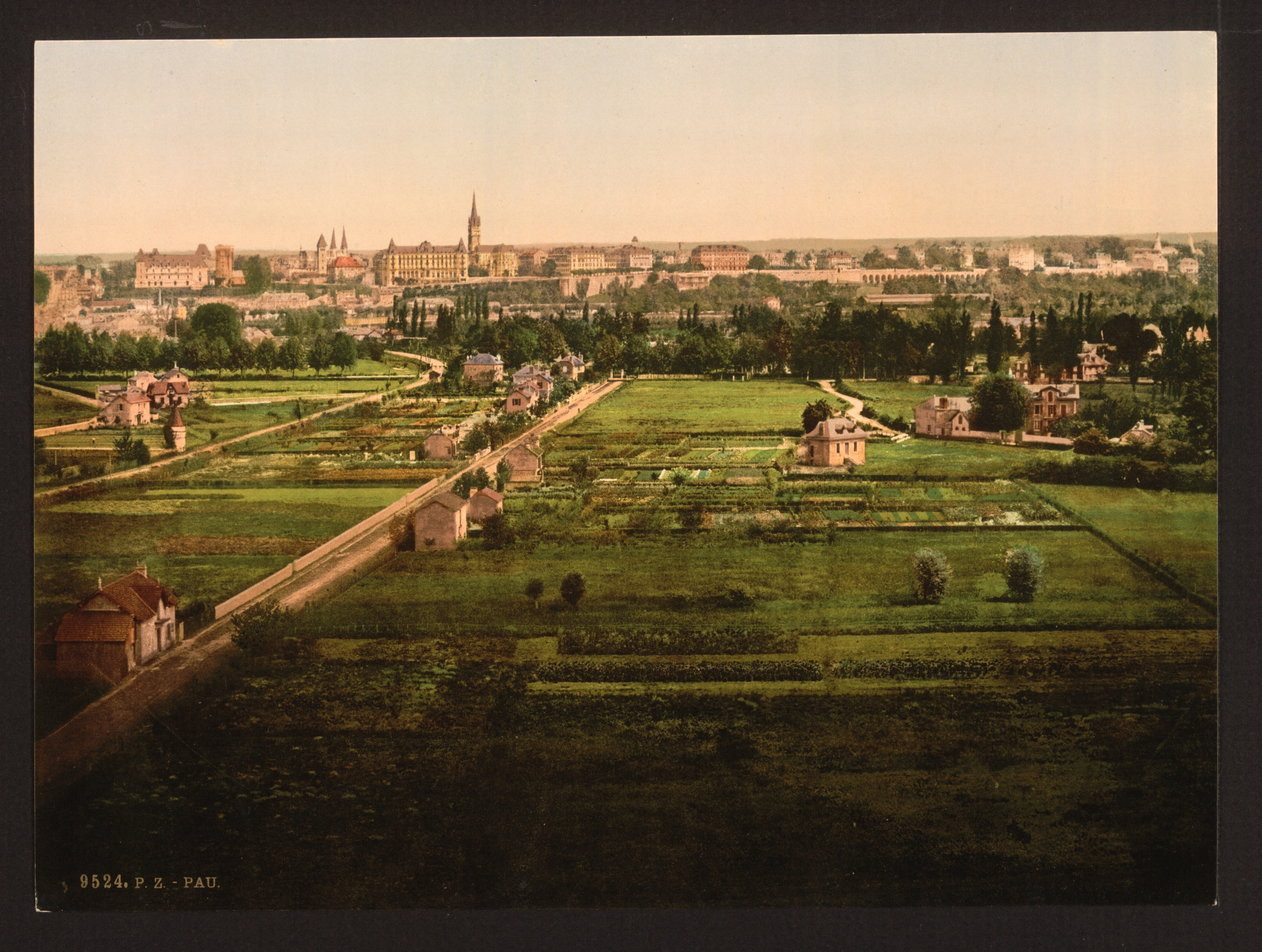
La réciprocité de la vue entre Pau et les coteaux est l'essence des Horizons
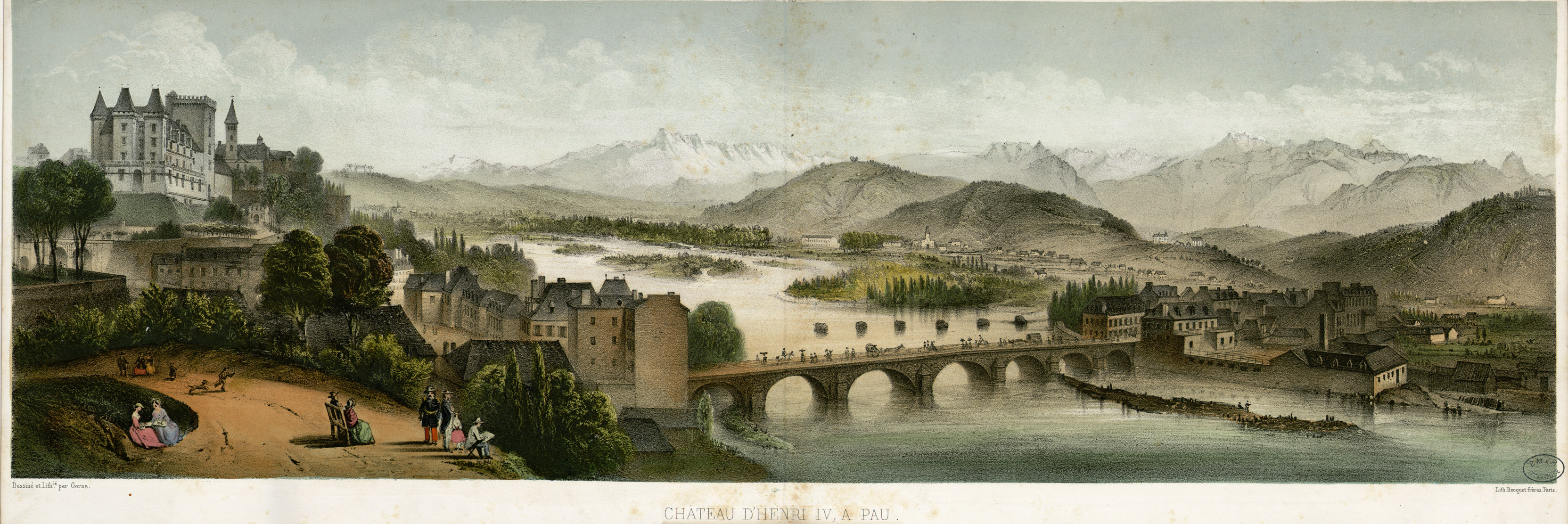
Vue sur le château de Pau et les Pyrénées en 1870